# Патрик Марбър
Патрик Марбър (на английски: Patrick Marber) е английски комик, драматург, театрален и кино-режисьор, актьор и сценарист.

## Биография и творчество
Патрик Албърт Криспин Марбър е роден на 19 септември 1964 г. в Уимбълдън, Лондон, Англия, в еврейското семейство от средната класа на Брайън Марбър, технически анализатор, и Анджела Бенджамин, театрален секретар. След завършването на средното си образование следва английска филология в колежа „Уодъм“ на Оксфордския университет.
След дипломирането си, в продължение на няколко години работи като актьор в стендъп комедия в представления заедно с актьора Гай Браунинг. Става писател и член на актьорския състав в радиопредаванията „В час“ и „Познавайки ме, познавайки те“ и в спиноф телевизиите „Денят днес“ и „Познавайки ме, познавайки ...“. Една от ролите му е за нещастния репортер Питър О’Ханраха-ханрахан. През 2003 г. отново участва в екипа на „Познавайки ме, познавайки те“ и пише за DVD изданието на шоуто, а през 2004 г. пише и DVD изданието на шоуто „Денят днес“. През периода 2014 – 2018 г. се включва в радиопредаването „Двуетажно легло“ за BBC Radio 4, което създава с водещия Питър Къран.
Първата му пиеса е „Dealer's Choice“ (Изборът на дилъра), на която също е режисьор. Сюжетът на пиесата се разиграва в ресторант и е базиран на игра на покер (и отчасти е вдъхновен от собствения му опит с пристрастяването към хазарта). Представена е в Кралския национален театър през февруари 1995 г. и печели наградата „Evening Standard 1995“ за най-добра комедия.
Пиесата му „Отблизо“, комедия за секс, любов, самоанализ, нечестност и предателство, е представена в Кралския национален театър през 1997 г. под негова режисура. Сюжетът е за двама мъже и две жени, чиито пътища се пресичат съдбовно след случаен пътен инцидент, който преобразява живота им. Пиесата печели петте най-престижни награди за нова драматургия в Англия и САЩ, включително наградата „Evening Standard“ за най-добра комедия, както и театралнита награда на критиците и наградата „Лорънс Оливие“ за най-добра нова пиеса. Пиесата получава международен успех, представена в много световни театри (Ню Йорк, Лос Анджелис, Чикаго, Мелбърн, Берлин, Виена, Цюрих), и през 2004 г. е екранизирана в едноименния филм с участието на Джулия Робъртс, Джъд Лоу, Натали Портман и Клайв Оуен.
Той е съавтор на сценария за филма „Пагубна страст“ от 2005 г. с режисьор Дейвид Макензи с участието на Наташа Ричардсън и Иън Маккелън. Сценарист е на филма „Записки по един скандал“ от 2006 г. с участието на Джуди Денч и Кейт Бланшет, който е номиниран за наградата „Оскар“ за най-добър адаптиран сценарий.
През 2004 г. е преподавател по специалност съвременен театър в Оксфордския университет.
През 2002 г. се жени за актрисата Дебра Жилет, с която имат три деца.
Патрик Марбър живее със семейството си в Лондон.

## Произведения

### Пиеси
- Dealer's Choice (1995)
- Closer (1997)
Отблизо, изд. „Intense“ (2005), прев. Искра Ангелова, Пламен Марков
- Howard Katz (2001)
- NT25 Chain Play (2001) – в съавторство с 24 други писатели
- After Miss Julie (2003) – адаптация на „Госпожица Юлия“ на Аугуст Стриндберг
- The Musicians (2004)
- Don Juan in Soho (2006, 2017) – адаптация на „Дон Жуан“ на Молиер
- Trelawny of the 'Wells' (2013) – по Артър Пинеро
- The Red Lion (2015, 2018)
- Three Days in the Country (2015) – адаптация на „Три дни в страната“ на Иван Тургенев
- Hedda Gabler (2016) – адаптация на едноименната пиеса на Хенрик Ибсен
- The School Film (2017)
- Exit the King (2018) – адаптация на едноименната пиеса на Йожен Йонеско

### Екранизации
- 1989 Rory Bremner – тв сериал
- 1993 Saturday Zoo – тв сериал
- 1993 Paul Calf's Video Diary – тв филм, съсценарист
- 1994 Pauline Calf's Wedding Video – тв филм, съсценарист
- 1994 The Day Today – тв сериал, 7 епизода, съсценарист
- 1994 Steve Coogan: Live 'n' Lewd – видео
- 1995 Performance – тв сериал, 1 епизод
- 1995 Coogan's Run – тв сериал, 2 епизода, съсценарист
- 1994 – 1995 Knowing Me, Knowing You with Alan Partridge – тв сериал, 7 епизода, съсценарист
- 2003 More Great Comedy Moments – видео по „Knowing Me, Knowing You with Alan Partridge“
- 2003 Na dotek – тв филм
- 2004 Old Street – късометражен
- 2004 Отблизо, Closer – по пиесата
- 2005 Пагубна страст, Asylum – по пиесата
- 2006 Записки по един скандал, Notes on a Scandal
- 2008 Love You More – късометражен
- 2013 Alan Partridge: Alpha Papa
- 2017 National Theatre Live: Hedda Gabler – адаптация
- ?? Curtain Call